# Prądnik
Die Prądnik [ˈprɔndɲik] (in Krakau auch Białucha) ist ein linker Zufluss der Weichsel im Krakau-Tschenstochauer Jura von 33,4 Kilometern Länge.
Er wurde schon im Jahr 1228 als Prandnik fluvius erwähnt, danach als prandnik (1267) und super fluuium Prandnik (1348). Der Name ist vom Wort prąd (Strömung, Bach) mit dem Suffix „-nik“ abgeleitet. Einige Kilometer westlich entlang des Flusses führte die wichtigste Handelsroute von Krakau durch Olkusz und Bytom nach Breslau, die Via Regia.

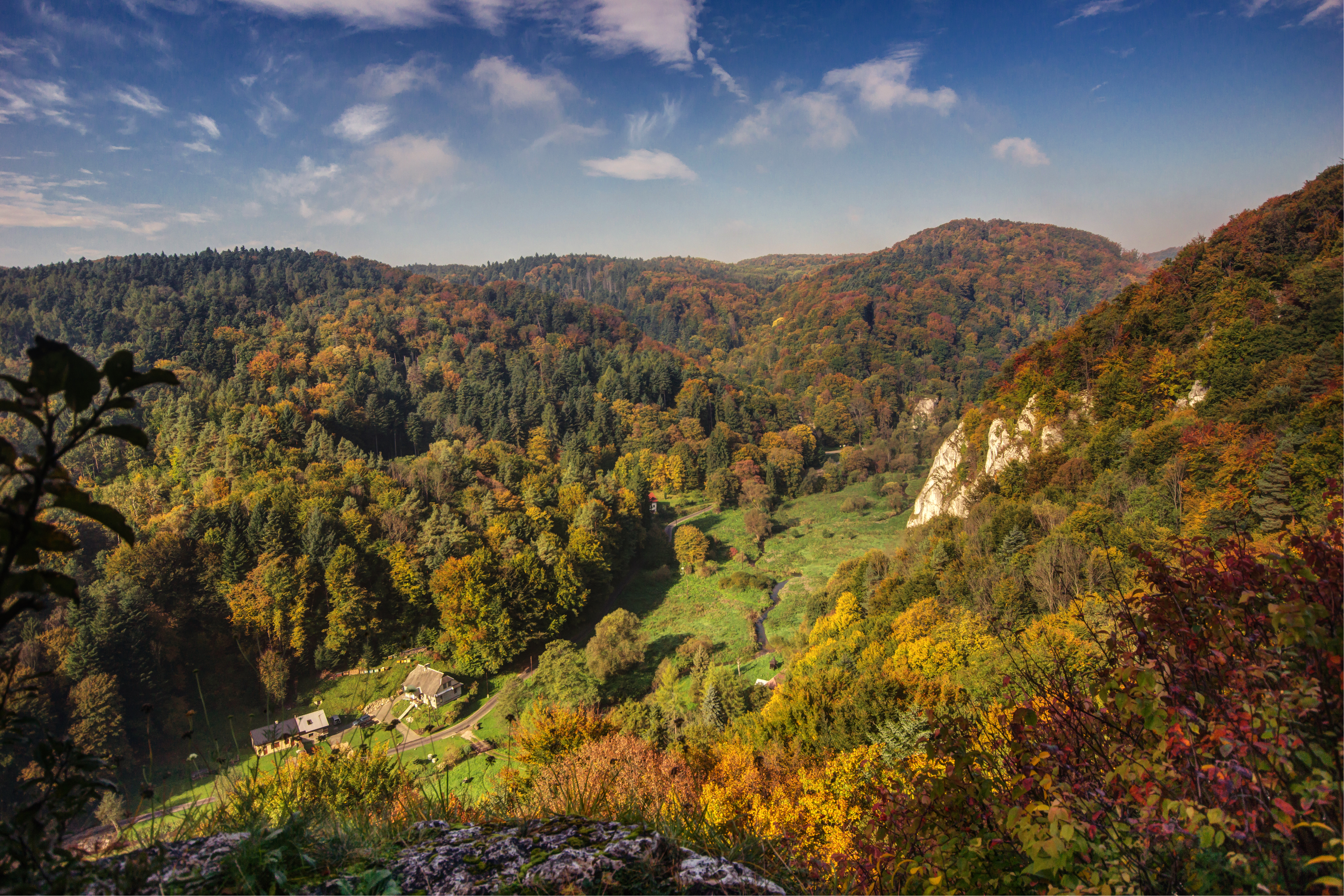
Prądnik-Tal im Nationalpark Ojców

Der Fluss entspringt im Dorf Sołuszowa und fließt zunächst nach Süden in einer tiefen Erosionsrinne des Krakau-Tschenstochauer Juras im Nationalpark Ojców (Pieskowa Skała, Ojców), danach fließt er durch die Dörfer Prądnik Korzkiewski, Januszowice, Giebułtów, Pękowice, Zielonki und durch die Stadt Krakau (zwischen den Stadtteilen Prądnik Biały und Prądnik Czerwony, Krakauer Altstadt, Grzegórzki). Vor dem Jahr 1655 mündete die Prądnik in das alte Flussbett der Weichsel, das heute nicht mehr existiert. Jetzt mündet der Fluss in die Weichsel im Stadtteil Dąbie.